# Alan Mackay-Sim
Alan Mackay-Sim (Wahroonga, Australia, 16 de mayo de 1951-Australia, 4 de enero de 2023) fue un científico biomédico australiano especializado en la investigación de células madre adultas y ganador del Australian of the Year 2017. Parte de su investigación se centró en las células envolventes olfativas, que son células en la nariz humana que interactúan con el sistema nervioso para provocar el sentido del olfato.
Su investigación sobre células madre contribuyó al tratamiento de lesiones de la médula espinal. La restauración de la movilidad de Darek Fidyka, un parapléjico polaco, utilizó la investigación de Mackay-Sim.

## Vida académica y profesional
Mackay-Sim recibió su doctorado de la Universidad de Macquarie en 1980, luego estudió en la Universidad de Pensilvania y la Universidad de Wyoming.
Mackay-Sim fue director del Centro Nacional para la Investigación de Células Madre Adultas en la Universidad Griffith antes de jubilarse en 2015.

## Vida personal
Mackay-Sim nació en 1951. Creció en Roseville, Nueva Gales del Sur, el tercero de cuatro hermanos. Asistió a la escuela secundaria North Sydney Boys .
Mackay-Sim estaba casado y tenía dos hijos.
En 2015, le diagnosticaron mieloma múltiple y lo trataron con un trasplante de células madre.
Mackay-Sim se retiró en 2015 y vivió en Currimundi, Queensland. Murió en enero de 2023, a la edad de 71 años.

## Premios
- Miembro de la Orden de Australia, por "servicio significativo a la educación terciaria y a la ciencia biomédica", en los honores del cumpleaños de la reina de 2021.[14]

- Australiano del año, 2017
- Queenslander del año, 2003